# شين كواي تي
شين كواي تي (مواليد 6 يونيو 1915) هو ملاكم صيني، مثّل بلاده في الألعاب الأولمبية الصيفية 1936.

## روابط خارجية
شين كواي تي على موقع أوليمبيديا (الإنجليزية)